# کیسه‌دار (گیاه)
کیسه‌دار (به انگلیسی: Saccate) اصطلاحی است که در گیاه‌شناسی برای توصیف بخش‌های گیاهی که به شکل کیسه هستند استفاده می‌شود. گاهی، هنگامی که همه اعضای یک آرایه دارای ویژگی مشترکی هستند که بخشی از آن کیسه‌ای است، به این نام آرایه ارجاع داده می‌شود، مانند خانواده جلبک‌های کیسه‌قهوه‌ای Phaeosaccionaceae.